# Вивијен Лира Блер
Вивијен Лира Блер (енгл. Vivien Lyra Blair; 4. јун 2012) америчка је дечја глумица. Позната је по улози у филму Кућица за птице и 10-годишње Леје Органе у серији Оби-Ван Кеноби.

## Каријера
Године 2022. Блерова је глумила Леју Органу у серији Оби-Ван Кеноби. Бен Шерлок из Screen Rant-а назвао је Блерову „новом звездом” због њене улоге у серији.

## Филмографија

### Филм
| Година | Српски назив    | Изворни назив | Улога                | Напомене                   |
| ------ | --------------- | ------------- | -------------------- | -------------------------- |
| 2017.  |                 |               | Исис                 |                            |
| 2018.  | Кућица за птице |               | Девојчица / Олимпија |                            |
| 2020.  | Мини-хероји     |               | Гапи                 | потписана као Вивијен Блер |
| 2021.  | Кривица         |               | Аби                  | гласовна улога             |
| 2022.  | Драга Зои       |               | Емили Гладстоун      |                            |
| 2023.  | Бабарога        |               | Сојер Харпер         |                            |

### Телевизија
| Година | Српски назив          | Изворни назив | Улога                | Напомене  |
| ------ | --------------------- | ------------- | -------------------- | --------- |
| 2018.  | Вејко                 |               | Серенити Џоунс       | 6 епизода |
| 2019.  | Ватрогасна станица 19 |               | Пени                 | 1 епизода |
| 2020.  |                       |               | Хејзел Клајн         | 3 епизоде |
| 2021.  | Господин Корман       |               | Сара                 | 2 епизоде |
| 2022.  | Прва дама             |               | млада Еленор Рузвелт | 1 епизода |
| 2022.  | Оби-Ван Кеноби        |               | Леја Органа          | 6 епизода |

### Видео-игре
| Година | Назив | Улога | Напомене |
| ------ | ----- | ----- | -------- |
| 2019.  |       | Алба  |          |